# Kalnik - Vranilac
Kalnik - Vranilac este o arie protejată (sit de importanță comunitară — SCI) din Croația întinsă pe o suprafață de 23,3 ha, integral pe uscat.

## Localizare
Centrul sitului Kalnik - Vranilac este situat la coordonatele 46°08′01″N 16°28′07″E / 46.133725°N 16.468664°E.

## Înființare
Situl Kalnik - Vranilac a fost declarat sit de importanță comunitară în iulie 2013 pentru a proteja un număr necunoscut de specii din flora spontană și fauna sălbatică aflate în arealul zonei.

## Biodiversitate
Situată în ecoregiunea continentală, aria protejată conține 2 habitate naturale: Pante stâncoase calcaroase cu vegetație casmofită, Pajiști carstice calcaroase sau bazofile, de Alysso-Sedion albi.
La baza desemnării sitului se află un număr nedeclarat de specii protejate.